# Thyrsopteris elegans
Thyrsopteris elegans — вид деревоподібних папоротей, єдиний у родині Thyrsopteridaceae.

## Поширення

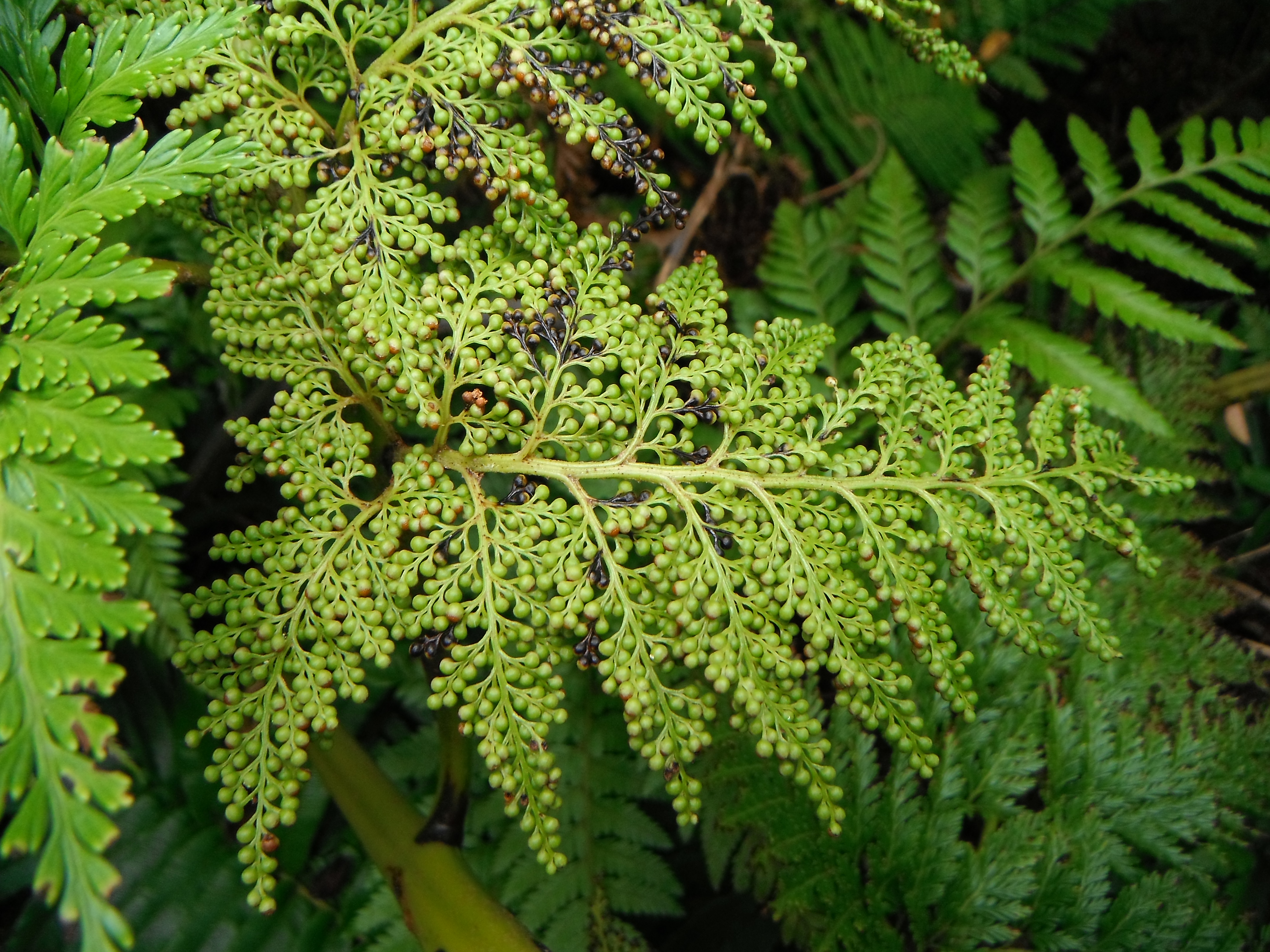

Ендемік островів Хуан-Фернандес, що розташовані в Тихому океані за 670 км на захід від узбережжя Чилі.

## Опис
Деревоподібна папороть, заввишки 1–1,5 м. Листя багаторазово перисте: фертильну частину складають 2–3-я пари нижніх сегментів першого порядку, на яких сегменти наступних порядків позбавлені пластинки і соруси сидять прямо на верхівках осей. Соруси округлі, ложе колоноподібно піднесене. Індузій з 2 стулок: на ранніх стадіях розвитку вільні, кулясті, потім схожі на неглибоку симетричну чашу.